# 박만원
박만원(朴晩元, 1911년~1982년 11월 7일)은 대한민국의 정치인이다. 제2·3·4대 국회의원을 지냈다.

## 약력
- 경성제대 법문학부 학사
- 식산은행 전주·목포·대구지점장
- 재경위원장
- 자유당 군위군당 위원장
- 고등고시위원
- 자유당 중앙당정책위원

## 역대 선거 결과
|  | 14.62% |

|  | 0% |

|  | 72.84% |

|  | 26.88% |

## 참고자료
- 박만원 - 대한민국헌정회